# Mario García Menocal
Aureli Mario Gabriel Francisco García Menocal i Deop, més conegut simplement com Mario García Menocal (Jagüey Grande, Matanzas, (Cuba), 17 de desembre, 1866 - Santiago de Cuba, 7 de setembre, 1941), polític cubà, va ser elegit President de Cuba en dos quadriennis consecutius, de 1913 a 1917 i de 1917 a 1921.

## Infància i joventut
Va néixer a l'enginy “Austràlia”, que administrava el seu pare Gabriel, a la província de Matanzas. Fill d'aquest amb la seva esposa Narcisa Deop, el petit Mario tenia dos anys quan esclata la Guerra dels Deu Anys (1868-1878) per la independència de Cuba. Les simpaties i contactes de Don Gabriel amb els insurrectes ho obliguen a exiliar-se. La família viatja als Estats Units i després a Mèxic. Mario torna a l'illa el 1881 juntament amb el seu germà Fausto García Menocal, amb quinze anys. L'estada és curta: torna al nord a cura del seu oncle Anicet. I no torna fins al 1894. Treballa després al traçat del ferrocarril a la zona de Camagüey quan arriba la notícia de l'aixecament del 24 de febrer de 1895 a Orient. Posteriorment s'alça al juny d'aquell mateix any. Es va destacar a la Tercera presa de Las Tunas a l'agost de 1897. Es converteix en un dels més joves Majors Generals cubans de la guerra d'Independència.

## Carrera
Va estudiar als Estats Units, i va obtenir el títol d'enginyer civil a la universitat de Cornell, establerta a Ithaca (Estat de Nova York). Va prendre part molt activa a la guerra contra Espanya, i en ocupar els Estats Units l'illa de Cuba, va ser nomenat Menocal cap de policia de l'Havana, i després va passar a la Inspecció General d'Obres públiques. Va intentar posar fi a les lluites que es van suscitar entre els liberals i els moderats, per evitar la intervenció dels nord-americans, i davant la inutilitat dels seus esforços es va retirar de la política, i es va dedicar a diverses empreses comercials i agrícoles: llavors va ser gerent de l'enginy Gran Central Chaparra, i mitjançant la seva encertada direcció aquell va aconseguir molta prosperitat.
El 1908 els seus amics polítics van presentar la seva candidatura per a la presidència de la República, però Menocal va ser derrotat. No per això li van abandonar els seus partidaris, i el 1913 va tornar a ser presentada la seva candidatura, coronant aquesta vegada el triomf dels esforços d'aquells. Al programa d'aquest president va figurar: la reglamentació de les despeses de l'administració, estrènyer les relacions amb els Estats Units, millorar la distribució d'impostos, protegir l'agricultura i la immigració, abaratir les subsistències, etc... En acabar el mandat el 1917, va ser reelegit, ocasionant la seva reelecció alguns greus disturbis.

## Després de la presidència
Després de deixar el poder va continuar activament en la política, a les eleccions de novembre de 1924 es va enfrontar amb el candidat Gerardo Machado y Morales, resultant vencedor aquest. Després de Machado haver-se convertit en dictador el 1929, García Menocal va preparar un cop d'estat per al 1931. Després del seu fracàs es va veure obligat a viatjar als Estats Units. Cinc anys després torna a Cuba per presentar-se a les eleccions presidencials del 1936, en què va sortir vencedor Miguel Mariano Gómez. Cinc anys després morí a l'Havana, el 7 de setembre del 1941.